# Miguel Medina
Miguel María Medina Miranda (San Lorenzo, 1º giugno 1993) è un calciatore paraguaiano, attaccante dell'A.S.D. Ugento.
A inizio carriera era annoverato tra i calciatori paraguaiani più promettenti.

## Carriera

### Club
Il 21 gennaio 2013 il Napoli lo acquista in comproprietà dall'Udinese, lasciandolo contestualmente in prestito alla società friulana.,in cui,con la Primavera, segna 8 gol in 21 partite
Tornato interamente dell'Udinese a fine stagione, il 29 giugno 2013 passa in prestito al Perugia, in Lega Pro Prima Divisione..Con la squadra umbra vince la Supercoppa di Prima Divisione,pur senza giocare. L'avventura con i biancorossi,però,non è delle migliori,in quanto il giocatore finisce ben presto fuori rosa senza nemmeno esordire.Tornato nella società friulana, viene ingaggiato dal General Díaz.Il 1º gennaio 2016, dopo non aver mai esordito in prima squadra, rescinde il contratto con la società paraguaiana